# Tournoi pré-olympique féminin de la CAF 2012
Pour un article plus général, voir Tournoi féminin de football aux Jeux olympiques d'été de 2012.
Navigation
Pékin 2008 Rio de Janeiro 2016
Le Tournoi pré-olympique féminin de la CAF 2012 est la troisième édition du tournoi pré-olympique féminin de la CAF et s'est tenu du 2 octobre 2010 au 22 octobre 2011. 
Les fédérations affiliées à la FIFA participent par le biais de leur équipe féminine à ces épreuves de qualification. Deux équipes rejoignent ainsi la Grande-Bretagne, nation hôte de la compétition, pour affronter lors du Tournoi féminin de football aux Jeux olympiques d'été de 2012 les meilleures nations mondiales. Contrairement aux équipes masculines, il n'y a pas de restriction d'âge pour participer à la compétition.

## Format du tournoi pré-olympique
Les dix-sept équipes inscrites pour participer à la compétition se sont affrontées suivant le format ci-dessous :
Tour préliminaire
Les deux équipes les moins bien côtées de la Confédération africaine de football s'affrontent lors d'une confrontation aller-retour pour rejoindre les quinze équipes directement qualifiées pour les quarts des finales de la compétition.
Quarts de finale
Les seize équipes qualifiées s'affrontent lors de confrontations aller-retour pour se qualifier pour les demi-finales de la compétition.
Demi-finales
Les huit équipes qualifiées s'affrontent lors de confrontations aller-retour pour se qualifier pour les finales de la compétition.
Finales
Les quatre équipes qualifiées s'affrontent lors de confrontations aller-retour pour se qualifier pour le tournoi féminin des Jeux olympiques d'été de 2012.
Règles de départage
En cas d'égalité sur la somme des deux matchs, la règle des buts marqués à l'extérieur est appliquée. Si les deux équipes sont toujours à égalité, une prolongations puis une séance de tirs au but sont organisées.

## Tour Préliminaire
| Date         | Équipe      | Score       | Équipe      |
| Match aller  | Match aller | Match aller | Match aller |
| ------------ | ----------- | ----------- | ----------- |
| 02/10/2010   | Botswana    | 1-4         | Zambie      |
| Match retour |             |             |             |
| 23/10/2010   | Zambie      | 2-1         | Botswana    |

     Qualifiée pour le tour suivant

## Quarts de finale
| Date         | Équipe         | Score       | Équipe             |
| Match aller  | Match aller    | Match aller | Match aller        |
| ------------ | -------------- | ----------- | ------------------ |
| 15/01/2011   | Gabon          | Forfait     | Guinée équatoriale |
| 15/01/2011   | Angola         | 2-2         | Namibie            |
| 15/01/2011   | Congo          | Forfait     | Nigeria            |
| 15/01/2011   | Cameroun       | 5-0         | Mali               |
| 15/01/2011   | RD Congo       | 0-0         | Éthiopie           |
| 15/01/2011   | Maroc          | 0-3         | Tunisie            |
| 15/01/2011   | Zambie         | 1-2         | Afrique du Sud     |
| 16/01/2011   | Guinée         | 1-2         | Ghana              |
| Match retour |                |             |                    |
| 29/01/2011   | Namibie        | 0-0         | Angola             |
| 29/01/2011   | Mali           | 0-1         | Cameroun           |
| 29/01/2011   | Tunisie        | 0-1         | Maroc              |
| 29/01/2011   | Afrique du Sud | 3-0         | Zambie             |
| 29/01/2011   | Ghana          | 5-0         | Guinée             |
| 30/01/2011   | Éthiopie       | 3-0         | RD Congo           |

     Qualifiée pour le tour suivant

## Demi-finales
| Date          | Équipe             | Score         | Équipe             |
| Match aller   | Match aller        | Match aller   | Match aller        |
| ------------- | ------------------ | ------------- | ------------------ |
| 01-03/04/2011 | Éthiopie           | 1-0           | Ghana              |
| 01-03/04/2011 | Cameroun           | 0-0           | Guinée équatoriale |
| 01-03/04/2011 | Nigeria            | 7-0           | Namibie            |
| 01-03/04/2011 | Afrique du Sud     | 1-0           | Tunisie            |
| Match retour  |                    |               |                    |
| 15-17/04/2011 | Ghana              | 2-1           | Éthiopie           |
| 15-17/04/2011 | Guinée équatoriale | 2-0           | Cameroun,          |
| 15-17/04/2011 | Nigeria            | 2-0           | Namibie            |
| 15-17/04/2011 | Tunisie            | 1-0 Tab : 5-6 | Afrique du Sud     |

     Qualifiée pour le tour suivant

## Finales
| Date         | Équipe         | Score         | Équipe         |
| Match aller  | Match aller    | Match aller   | Match aller    |
| ------------ | -------------- | ------------- | -------------- |
| 27/08/2011   | Nigeria        | 2-1           | Cameroun       |
| 27/08/2011   | Afrique du Sud | 3-0           | Éthiopie       |
| Match retour |                |               |                |
| 11/09/2011   | Cameroun       | 2-1 Tab : 4-3 | Nigeria        |
| 22/10/2011   | Éthiopie       | 1-1           | Afrique du Sud |

     Qualifiée pour les jeux olympiques 2012